# Monte Titano
Monte Titano este un munte din Republica San Marino, Peninsula Italică, parte a lanțului montan Apenini, în imediata apropiere a capitalei țării, San Marino, la est de zona urbanizată. Vârful Monte Titano (739 m) reprezintă punctul de maximă altitudine din San Marino.
Pe munte se înalță cele trei turnuri fortificate ale Republicii San Marino, reprezentate atât pe drapelul național, cât și pe stemă, numite Rocca sau Guaita, Cesta sau Fratta și Montale sau Terza Torre. Pantele sale coboară către orașele San Marino și Borgo Maggiore.

## Istoric
Săpăturile arheologice au demonstrat că Monte Titano a fost locuit încă din timpuri preistorice, începând cu 5.000-4.000 î.Hr.
Încălecat pe creasta vestică a muntelui Titano se află orașul San Marino, capitala Republicii San Marino, a cărei istorie datează de la începutul secolului al IV-lea, când, conform tradiției creștine, Sfântul Marin și un grup de creștini s-au stabilit acolo pentru a scăpa de persecuții. Castellum Sancta Marini este menționat în Liber Pontificalis („Cartea Pontifilor”) în anul 755, iar cel mai vechi document aflat în arhivele republicii, din anul 885, îl menționează pe „starețul din San Marino”, ceea ce implică existența unei așezări monahale în zona muntelui Titano. De altfel, înălțimea muntelui asigura vizibilitate excelentă asupra împrejurimilor, iar locația izolată a creat condițiile necesare pentru ca San Marino să poată supraviețui ca republică democratică și independentă timp de câteva secole.

### Prima ascensiune
Potrivit legendei creștine, prima ascensiune documentată pe Monte Titano a fost cea a diaconului Marino, pietrar din insula Arbe (Dalmația), ajuns ulterior la Rimini, care, pentru a scăpa de persecuția anti-creștină, s-a refugiat pe muntele Titano împreună cu un grup de adepți, fondând o comunitate religioasă, precursoarea actualei Republici Serenissime San Marino.

## Centrul istoric San Marino și Monte Titano
În 2008, Monte Titano (și zona adiacentă) a fost înscris în lista locurilor care aparțin Patrimoniului Mondial UNESCO sub titulatura „Centrul istoric San Marino și Monte Titano” (San Marino Historic Centre and Monte Titano), referința nr. 1245, criteriul iii. Teritoriul protejat are o suprafață de 55 ha (0,55 km2), cu o zonă tampon de 167 ha (1,67 km2), care cuprinde Monte Titano și alte structuri precum turnurile, zidurile, porțile și bastioanele fortificațiilor, o bazilică neoclasică din secolul al XIX-lea, mănăstiri din secolele al XIV-lea și al XVI-lea, Palazzo Publico din secolul al XIX-lea, precum și Teatrul Titano din secolul al XVIII-lea, toate situate pe vârfurile și pe versanții muntelui, formând un mic, dar unic conglomerat urban.
San Marino este una dintre cele mai vechi republici din lume și singurul oraș-stat italian existent, reprezentând o etapă importantă în dezvoltarea modelelor democratice în Europa și în întreaga lume. Centrul istoric nu a fost supus unor intervenții majore după anii 1930, iar monumentele publice și spațiile deschise sunt într-o stare bună de conservare.

## Geografie

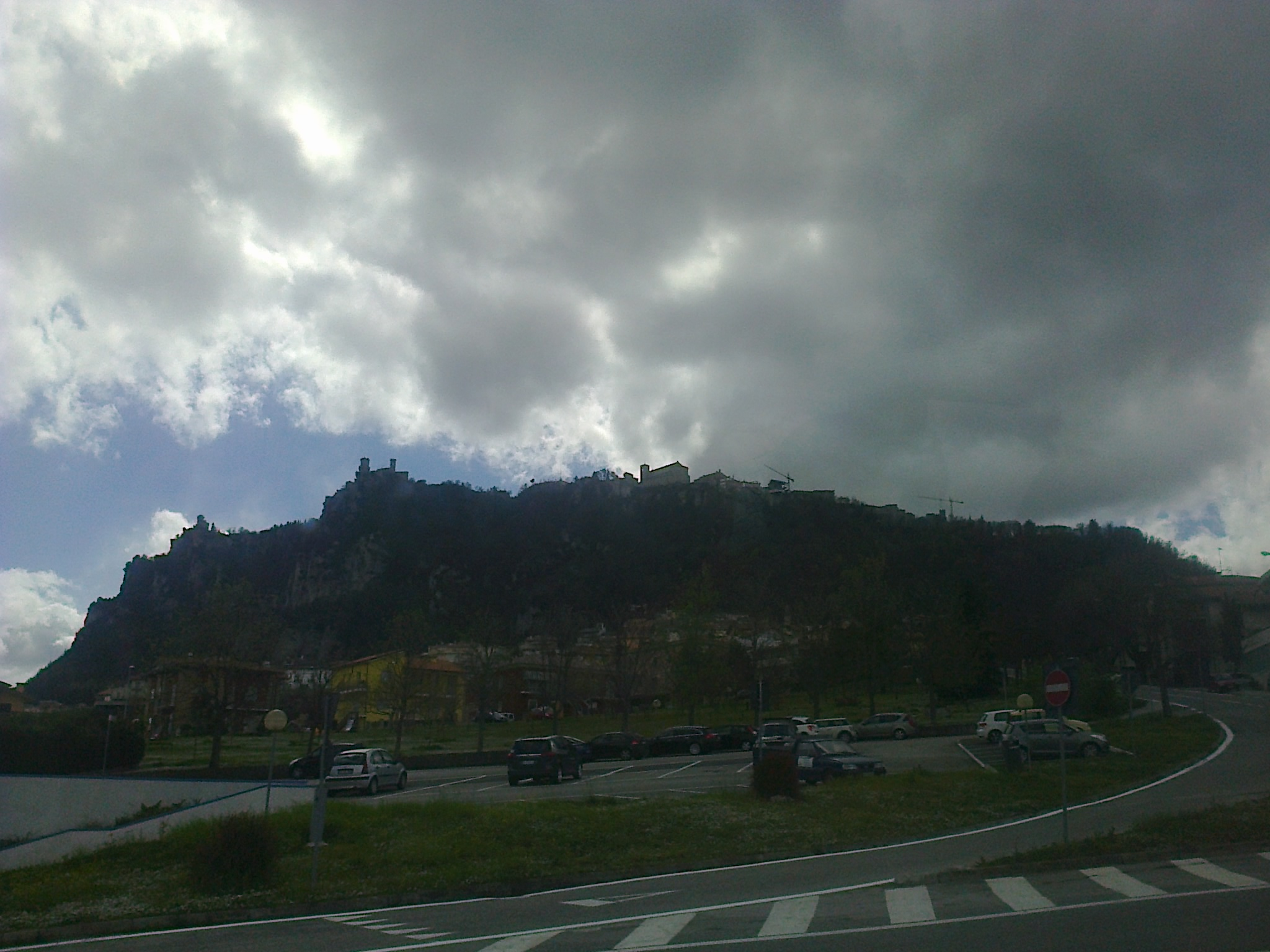
Monte Titano

Monte Titano este situat în zona centrală a Republicii San Marino, la sud-est de orașul San Marino și la nord de orașul Murata, având forma unui pinten de calcar colțuros. Deși cel mai înalt punct se găsește la o altitudine de 739 de metri deasupra nivelului mării, aflorimentul stâncos are cel mult 200 de metri înălțime, ridicându-se deasupra unei baze de argilă situată la 500 de metri deasupra nivelului mării.
Aflat la doar 13 kilometri de Marea Adriatică, este muntele situat cel mai aproape de coastă din lanțul Apenini. Muntele este sursa mai multor ape curgătoare, inclusiv Rio San Marino, care curge de-a lungul versantului său vestic printr-o vale largă, vărsându-se în fluviul Marecchia din zona Torello și se varsă în Marea Adriatică la 23 de kilometri distanță, Rio Cando, care se varsă în torentul Marano și se varsă în Marea Adriatică între Rimini și Riccione și torentul Ausa, care trece prin orașul Serravalle și se varsă în fluviul Marecchia.

## Geologie

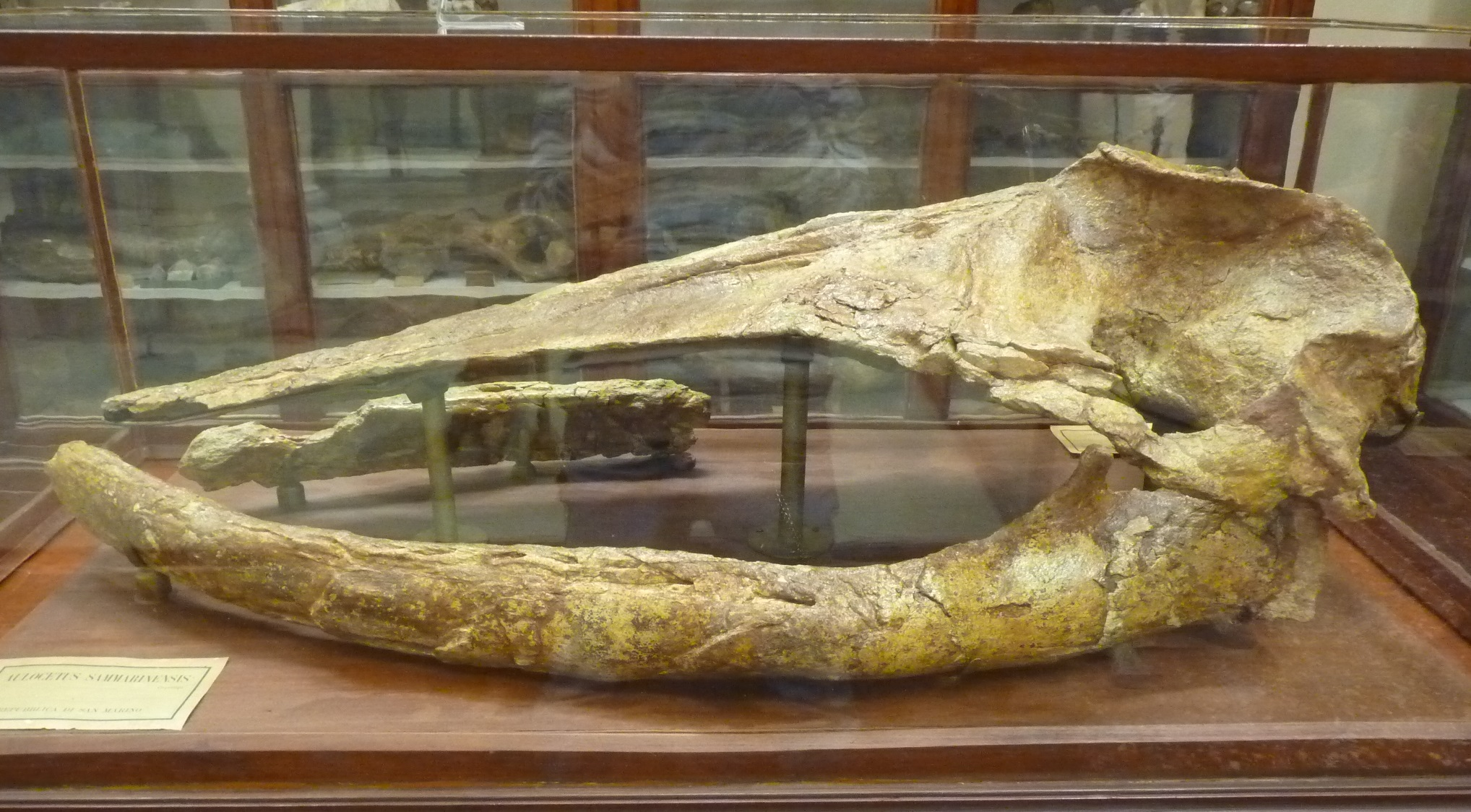
Titanocetus sammarinensis, fosilă descoperită pe Monte Titano

Morfologia teritoriului San Marino este rezultatul unui fenomen geodinamic numit „stratificarea rocilor Valmarecchia” (Valmarecchia rock slabs). Acest peisaj geologic este caracteristic crestei munților Apenini dintre văile râurilor Savio și Conca. În această zonă a apărut o serie de blocuri de calcar din așa-numita „Formațiune San Marino”, caracterizată de versanți estici stâncoși și abrupți contrastând cu versanții vestici înclinați, cele mai înalte vârfuri fiind Monte Titano (739 m), Monte Carlo (559 m), Seghizzo (550 m), Penniciola (543 m), Poggio Castellano (535 m), Moganzio (496 m), Montecerreto (458 m), Deodato (453 m), Montecucco (388 m). Toate aceste vârfuri sunt „exotice”, deoarece provin din altă parte a zonei mai mari a paleobazinului, blocuri enorme de calcar incluse într-o serie de straturi de argilă de culori diferite (Argille varicolori della Val Marecchia) ceea ce a determinat o orografie dantelată și eterogenă, cu frecvente alunecări de teren.
Muntele Titano s-a format în timpul orogenezei Apeninilor din plio-pleistocen. În neozoic, zona în care se află San Marino era zonă litorală. Cutremurele violente au provocat mari transformări la suprafața pământului, din cauza cărora o masă de rocă situată la aproximativ 80 de km s-a ridicat, alunecând lent spre Marea Adriatică. Această masă de stâncă a dat naștere diverșilor munți, inclusiv Monte Titano.
Fosilele de vertebrate găsite pe versanții muntelui Titano sunt în mare parte de origine acvatică, deoarece această rocă a fost cândva sub nivelul mării. Fosile de diverși pești, în special dinți de rechin au fost descoperite pe muntele Titano, multe dintre ele datând din miocen. Cea mai importantă descoperire fosilă este cea a unei balene (Titanocetus sammarinensis), păstrată acum la Muzeul de Geologie și Paleontologie „Giovanni Capellini” al Universității din Bologna.

## Climă
În San Marino, macrobioclimatul se încadrează în tipul temperat, bioclimatul este oceanic, o variantă submediteraneană, cu un termotip termotemperat și un ombrotip umed. Temperatura medie anuală între 1991 și 2011 a fost de 13,7°C, valorile medii lunare fiind cu cel puțin 1°C mai mari față de cele din perioada 1961-1990. În lunile mai și august creșterile au fost mai semnificative, de peste 2,5°C.
În ceea ce privește precipitațiile, valoarea medie anuală a fost de 767,3 mm, în scădere față de perioada 1961-1990. În general, comparând datele climatice recente și datele istorice, se poate observa o creștere generală a temperaturilor și o reducere a precipitațiilor. Acestea din urmă sunt distribuite diferit pe parcursul anului și concentrate într-un număr mai mic de zile, în perioada 1991-2011 fiind înregistrate 21 de luni fără precipitații sau cu valori mai mici de 5 mm, o creștere față de perioadele 1931-1960 și 1961-1990, cu 17 și respectiv 8 luni. Încălzirea recentă a climei este evidentă și prin scăderea numărului de zile cu temperaturi negative și a zilelor cu ninsoare.
În ultimii ani s-a înregistrat o creștere a incidenței fenomenelor meteorologice extreme, cu ploi abundente în intervale scurte de timp și în perioade în care în mod normal apăreau rar astfel de evenimente. Pe Monte Titano, frecvența ninsorilor este în scădere, acestea apărând adesea la sfârșitul iernii și la începutul primăverii.

## Floră
Deși în San Marino nu au fost oficial desemnate arii naturale protejate de nivel internațional, legislația interzice tăierea oricărui copac cu diametrul de peste 10 centimetri, ceea ce înseamnă că majoritatea copacilor din țară sunt protejați.
Pe munte se găsesc diferite specii de arbori, precum stejarul pufos (Quercus pubescens), frasinul (Fraxinus ornus), carpenul negru (Ostrya carpinifolia), arțar italian (Acer opalus subsp. obtusatum), cerul (Quercus cerris), stejarul (Quercus ilex), plopul negru (Populus nigra), salcia albă (Salix alba). Dintre arbuști, cei mai răspândiți sunt păducelul (Crataegus monogyna), sângerul (Cornus sanguinea), bucsăul (Spartium junceum), murul cu frunze de ulm (Rubus ulmifolius), măceșul (Rosa canina), porumbarul (Prunus spinosa) și ulmul de câmp (Ulmus minor).
Alte specii regăsite sunt castanul comestibil (Castanea sativa), salcâmul galben (Laburnum anagyroides), chiparosul (Cupressus sempervirens), bradul argintiu (Abies alba), câteva specii de plante precum genista (Cytisophyllum sessilifolium), ghimpele pădureț (Ruscus aculeatus) și asparagus (Asparagus acutifolius), plantă specifică zonelor aride. Pe stâncile muntelui Titano crește și Ephedra nebrodensis, un arbust tipic insulelor Sicilia și Sardinia.

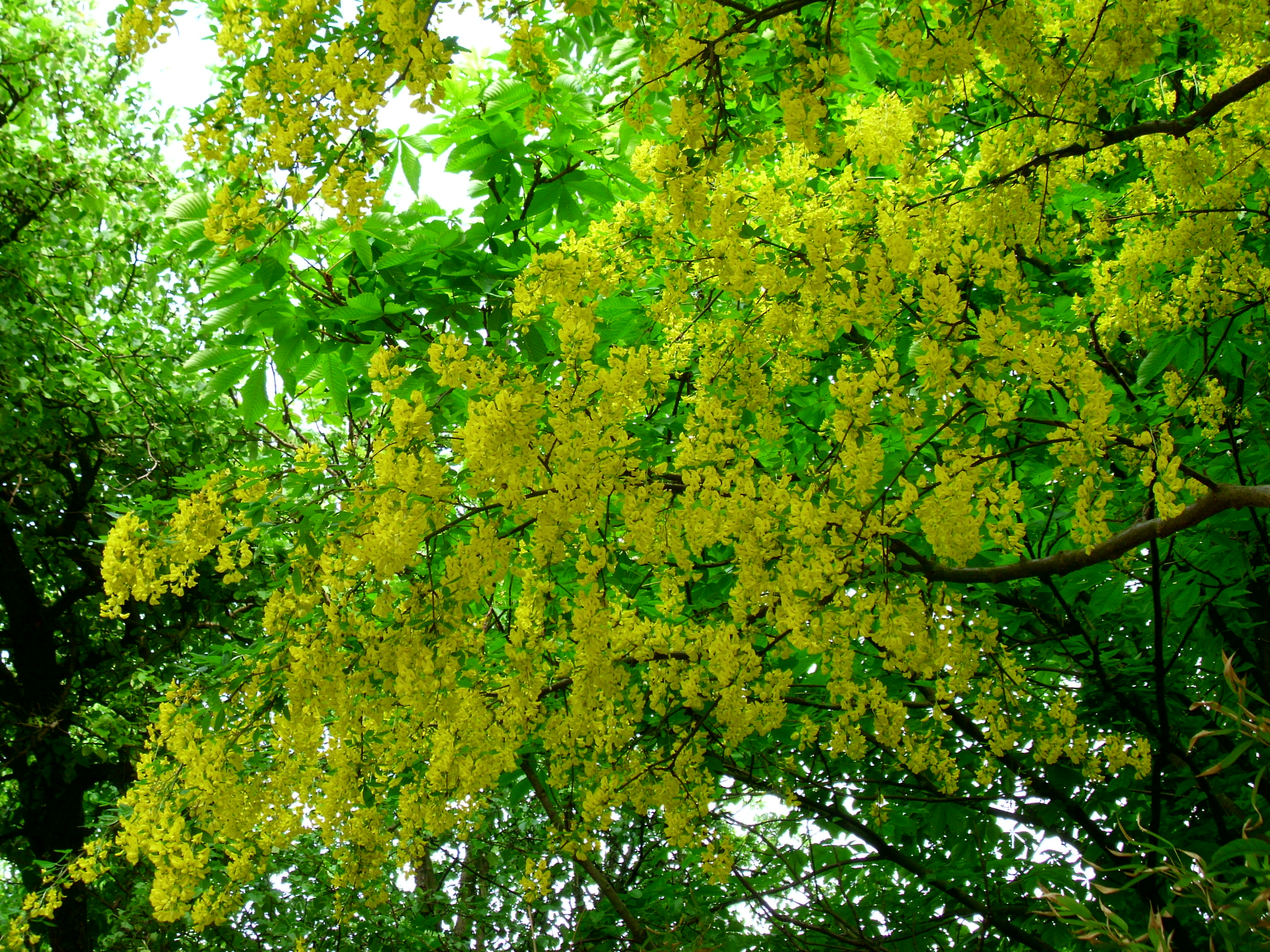
Salcâm galben (Laburnum anagyroides)
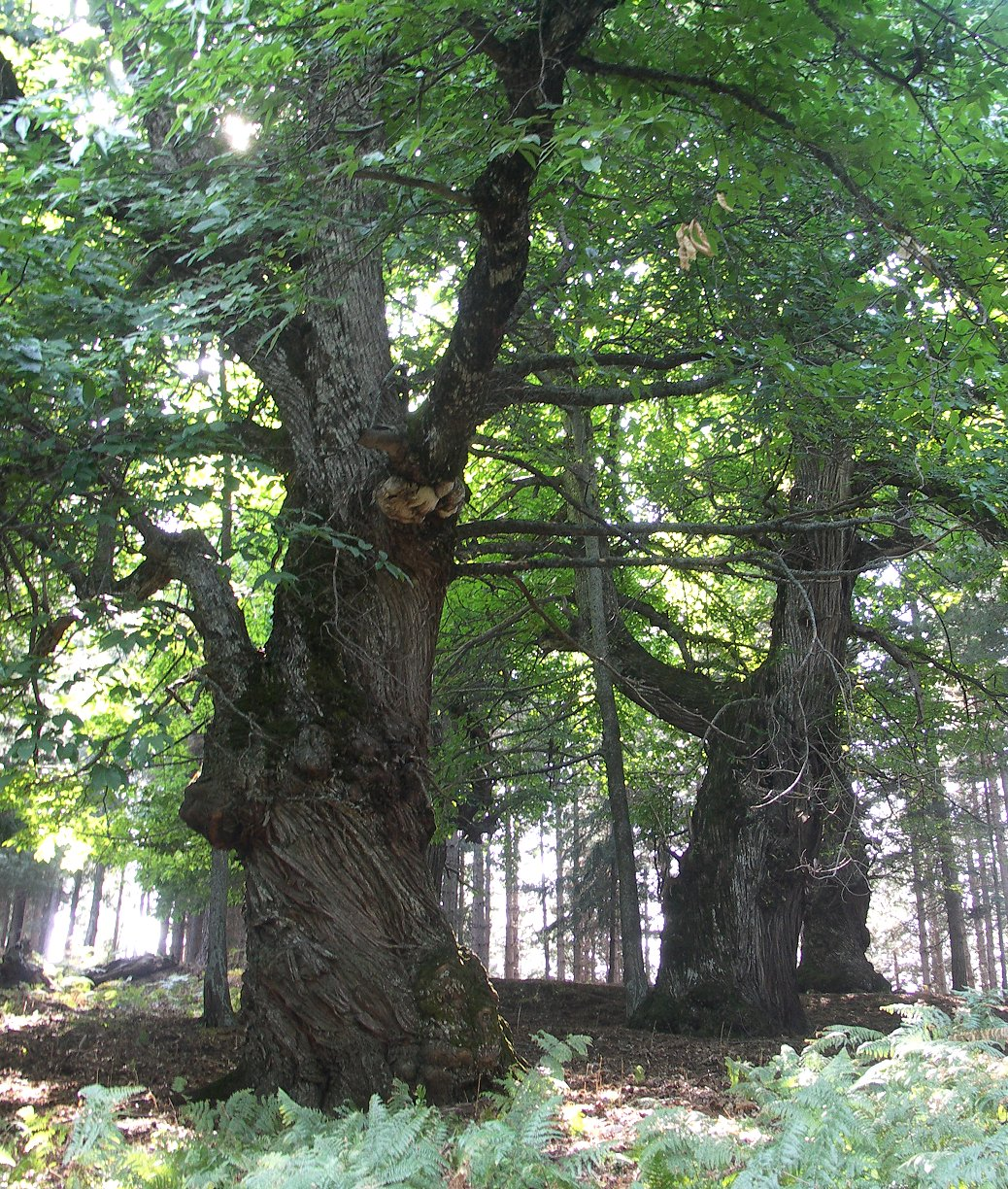
Castan comestibil (Castanea sativa)
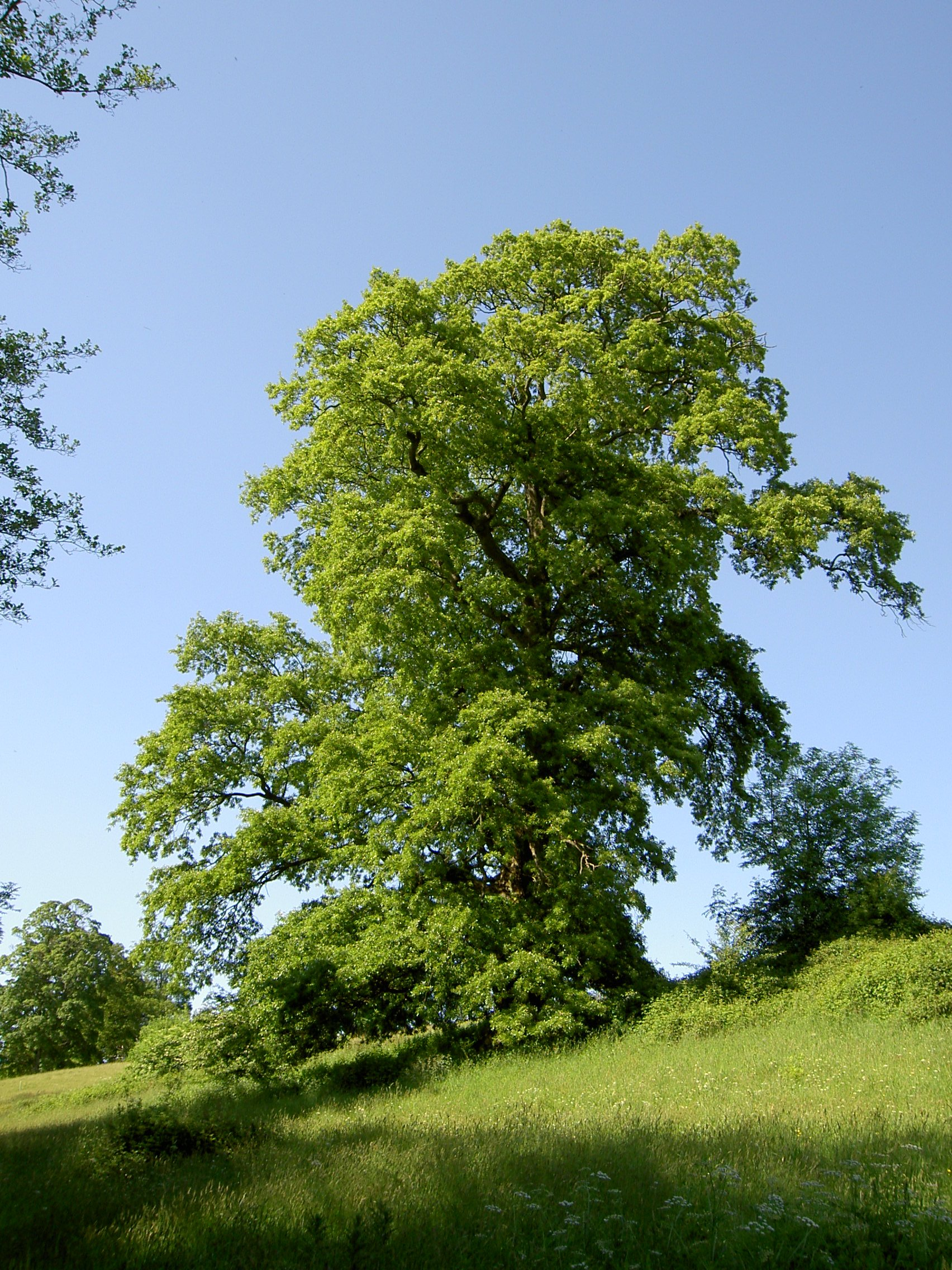
Cer (Quercus cerris)
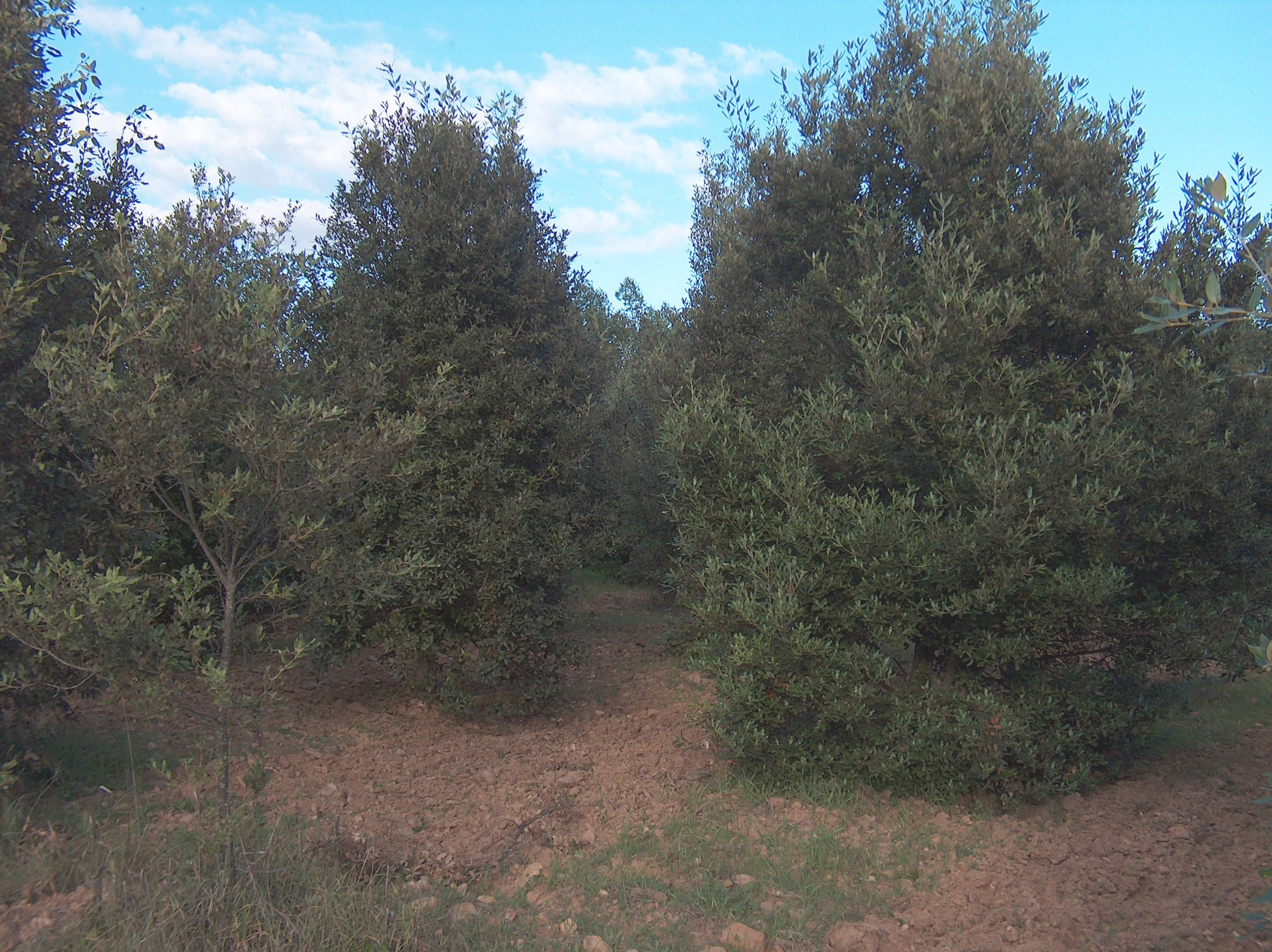
Stejar (Quercus ilex)
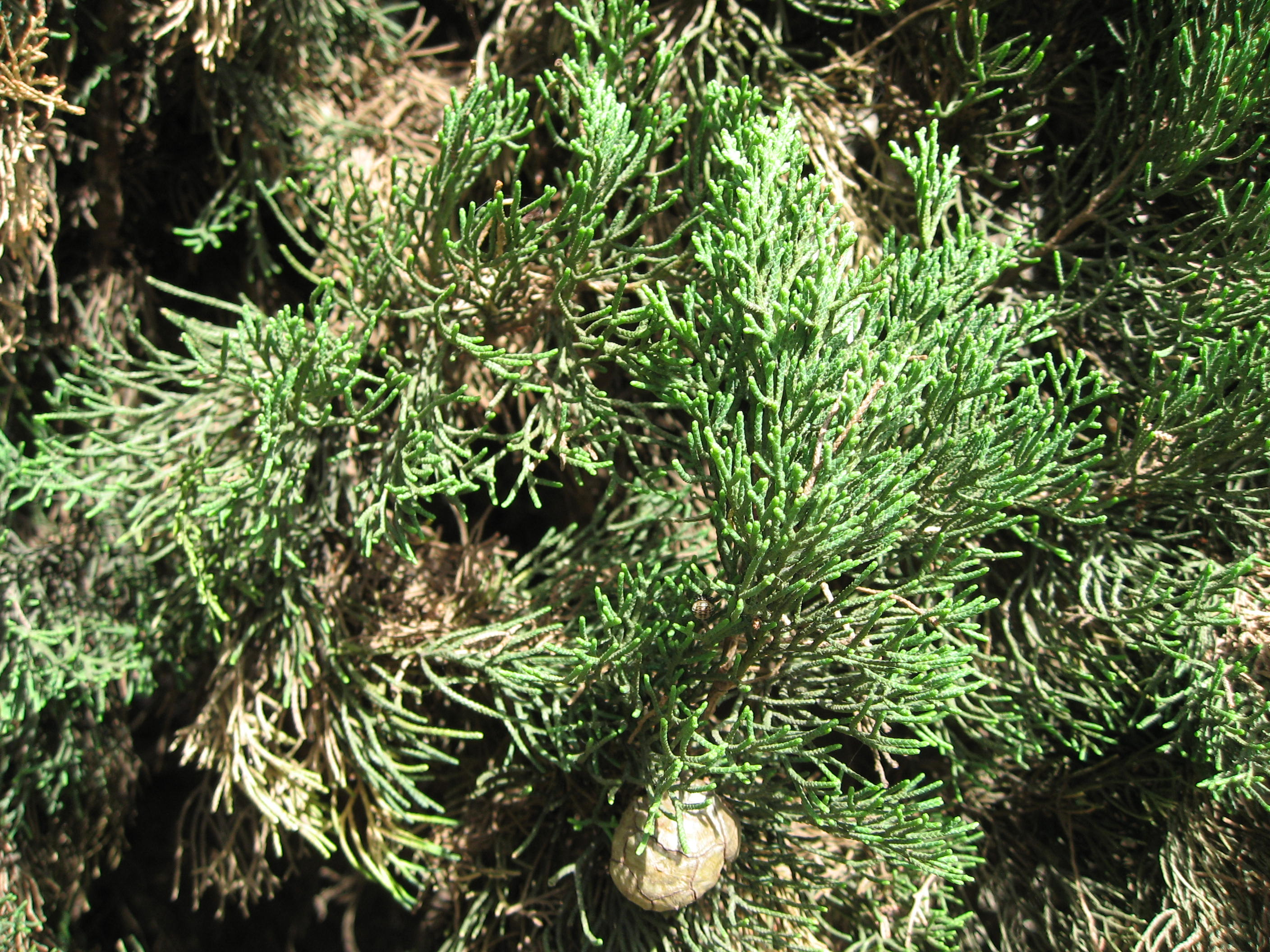
Chiparos (Cupressus sempervirens)
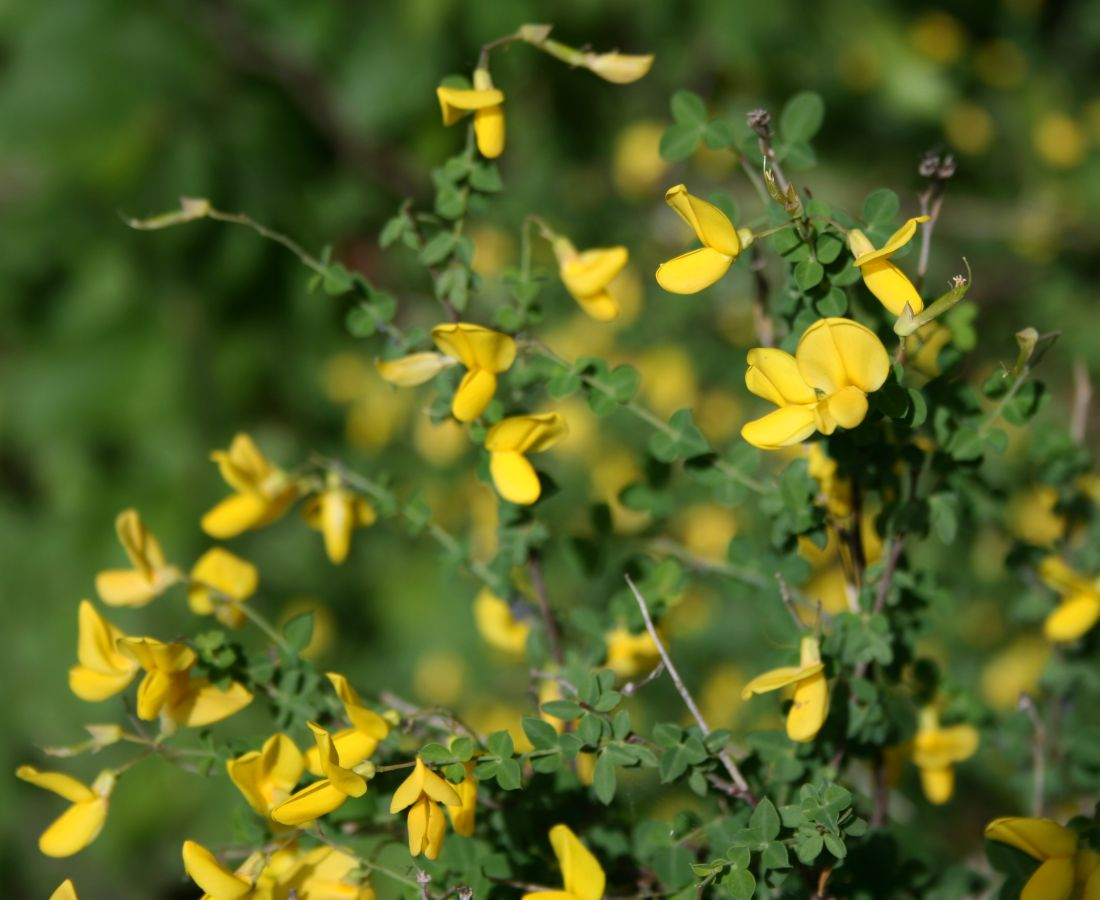
Genista
(Cytisophyllum sessilifolium)

Printre speciile rare și protejate se numără firuța (Poa pratensis), iarba-roșie (Persicaria maculosa), iarba stufoasă (Phalaris arundinacea), măzărichea de tufiș (Vicia sepium), jugastrul (Acer campestre), coada calului (Equisetum arvense), măzărichea de primăvară (Vicia sativa), o specie de rogoz (Cyperus fuscus), hirușorul (Poa annua) și busuiocul cerbilor (Mentha pulegium).

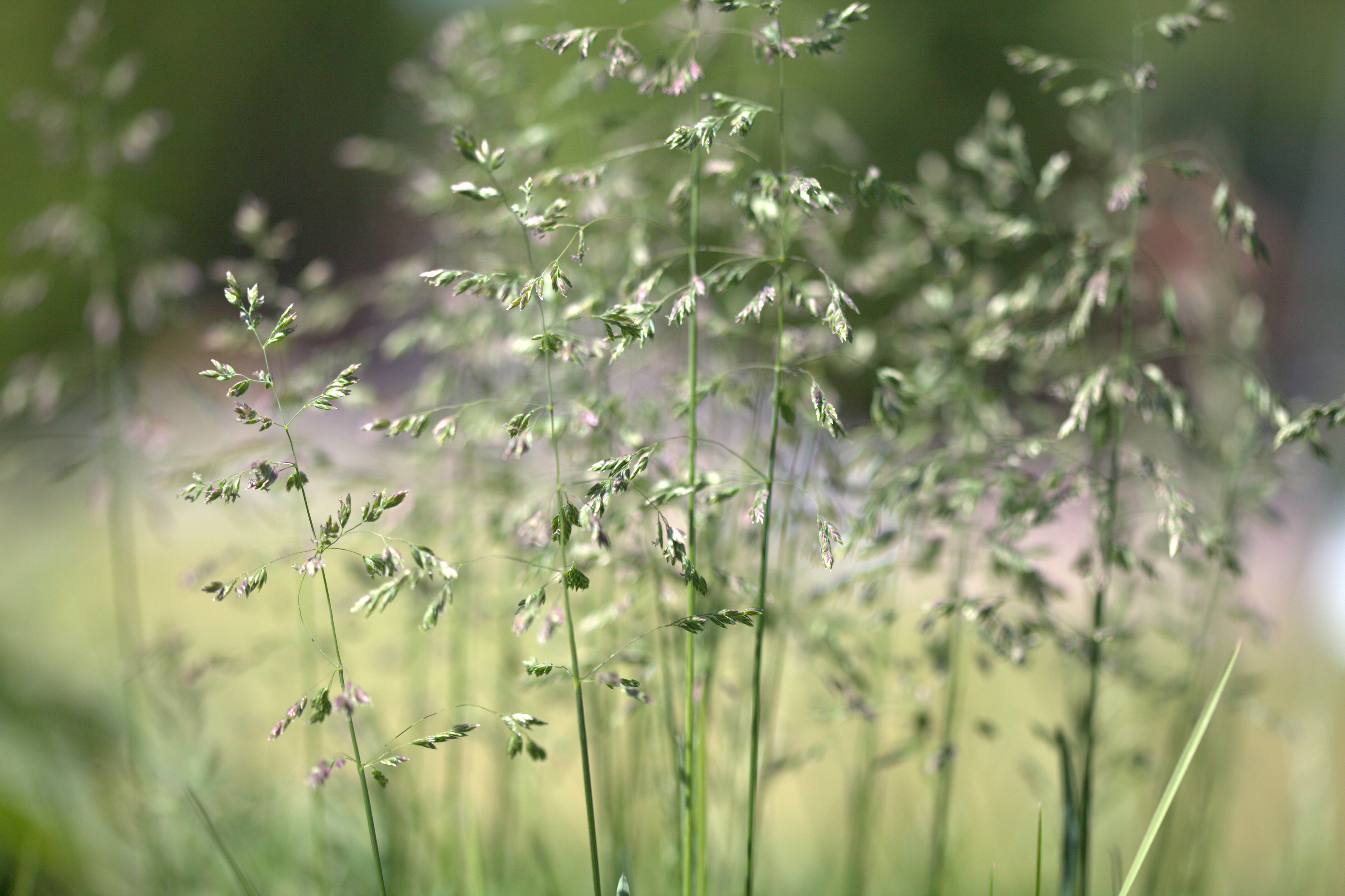
Firuță (Poa pratensis)
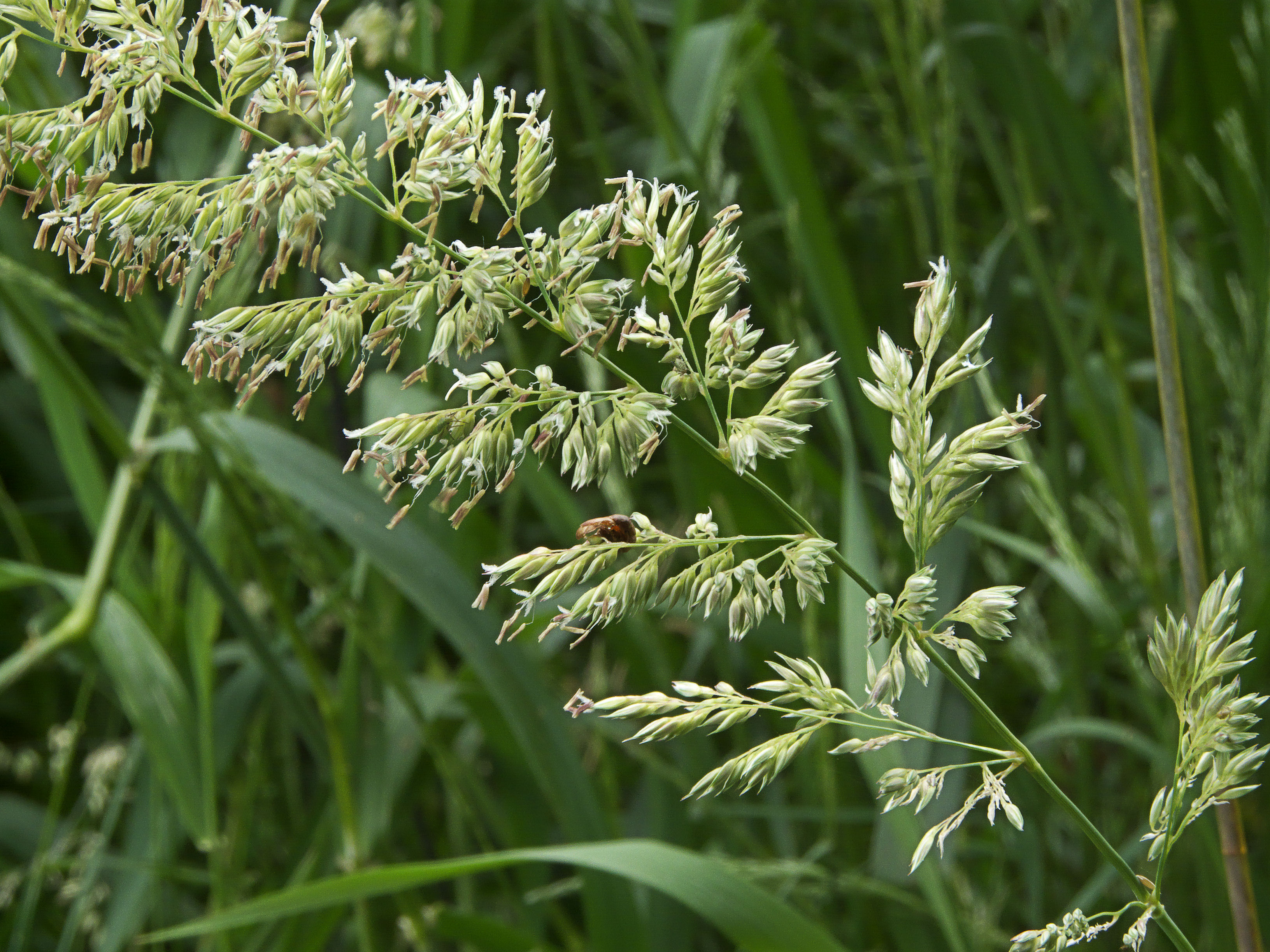
Iarbă stufoasă (Phalaris arundinacea)
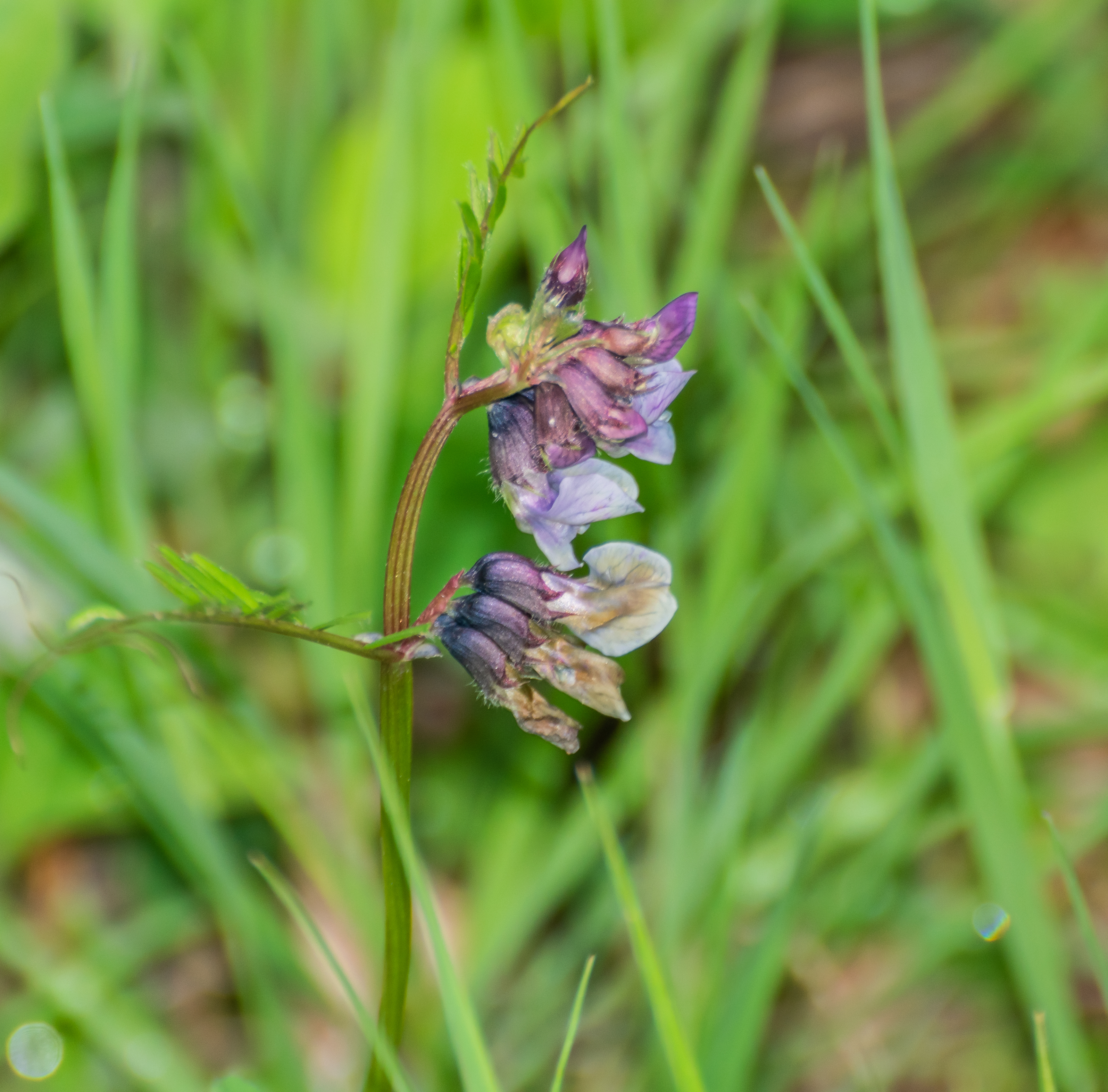
Măzăriche de tufiș (Vicia sepium)
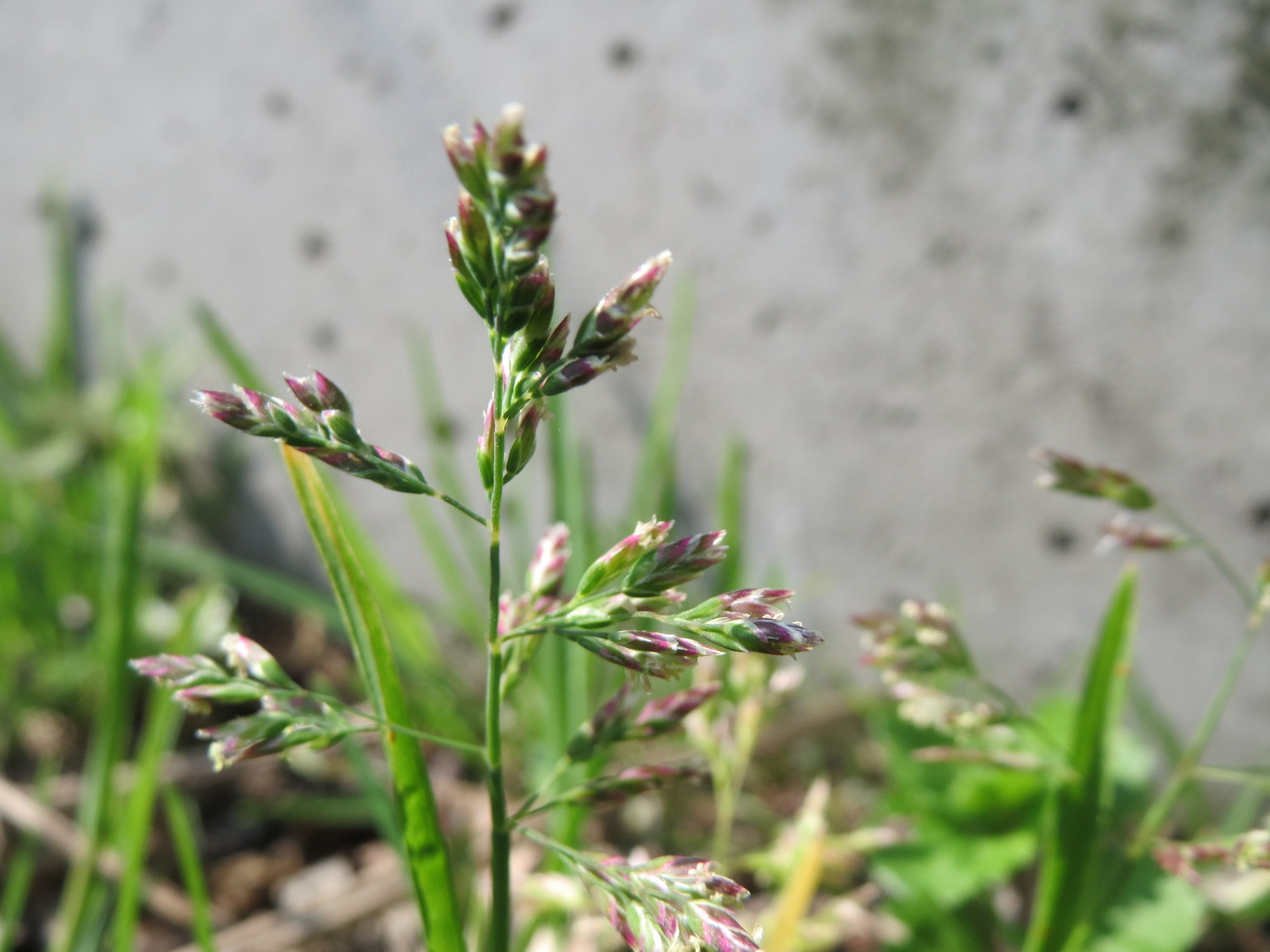
Hirușor (Poa annua)
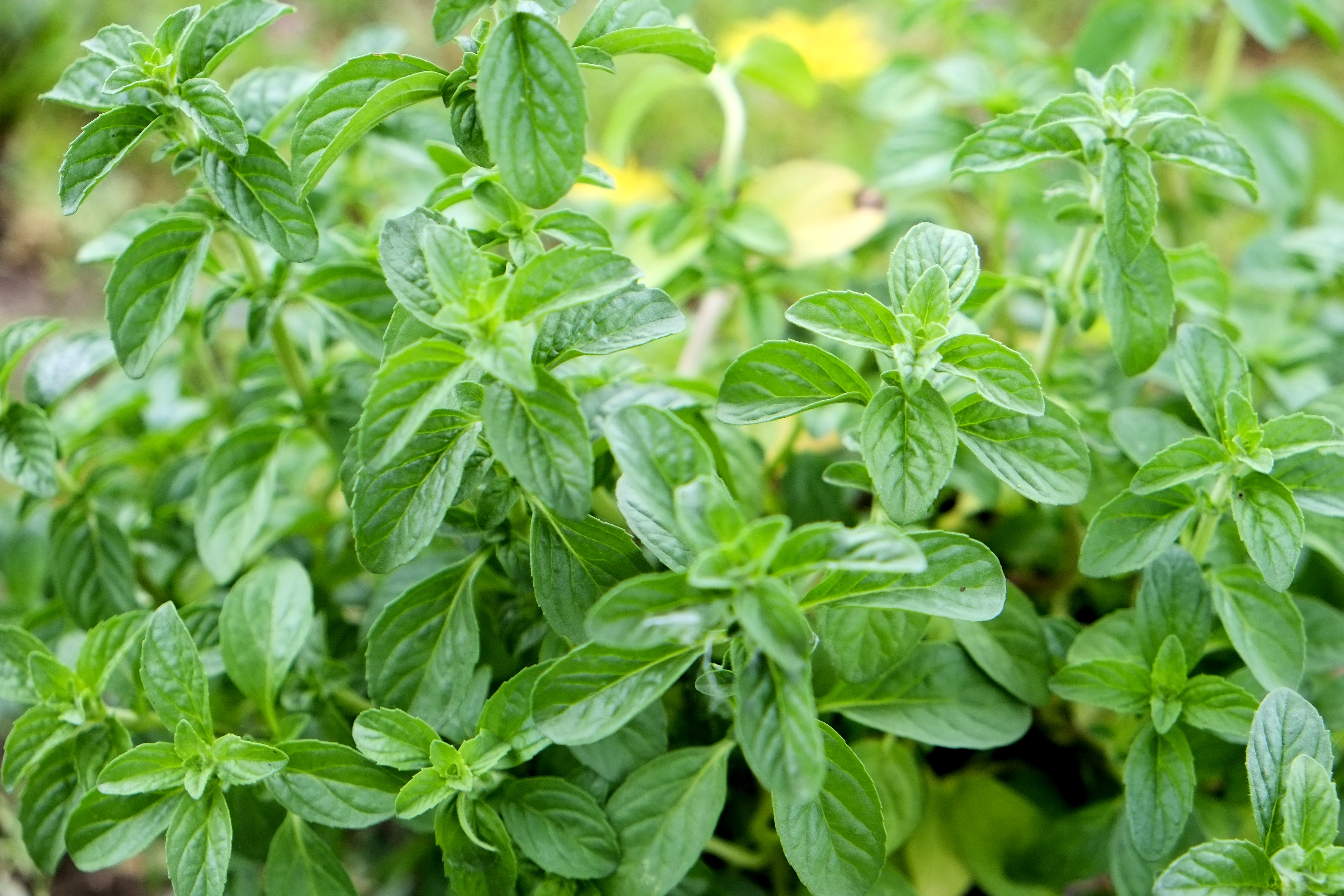
Busuiocul cerbilor
(Mentha pulegium)

## Faună
Fauna sălbatică este reprezentată de toate clasele de vertebrate și, având în vedere caracteristicile muntoase ale zonei, păsările și mamiferele sunt cele mai răspândite animale. Printre acestea se regăsesc vânturelul roșu (Falco tinnunculus), striga (Tyto alba), cucuveaua (Athene noctua), huhurezul mic (Strix aluco aluco), coțofana (Pica pica) și șorecarul (Buteo buteo), dar și căpriorul (Capreolus capreolus), mistrețul (Sus scrofa), cerbul lopătar (Dama dama), nevastuica (Mustela nivalis), jderul (Martes foina), porcul spinos cu coamă (Hystrix cristata), iepurele (Lepus europaeus), dihorul (Mustela putorius), ariciul (Erinaceus europaeus), viezurele (Meles meles) și vulpea roșcată (Vulpes vulpes).

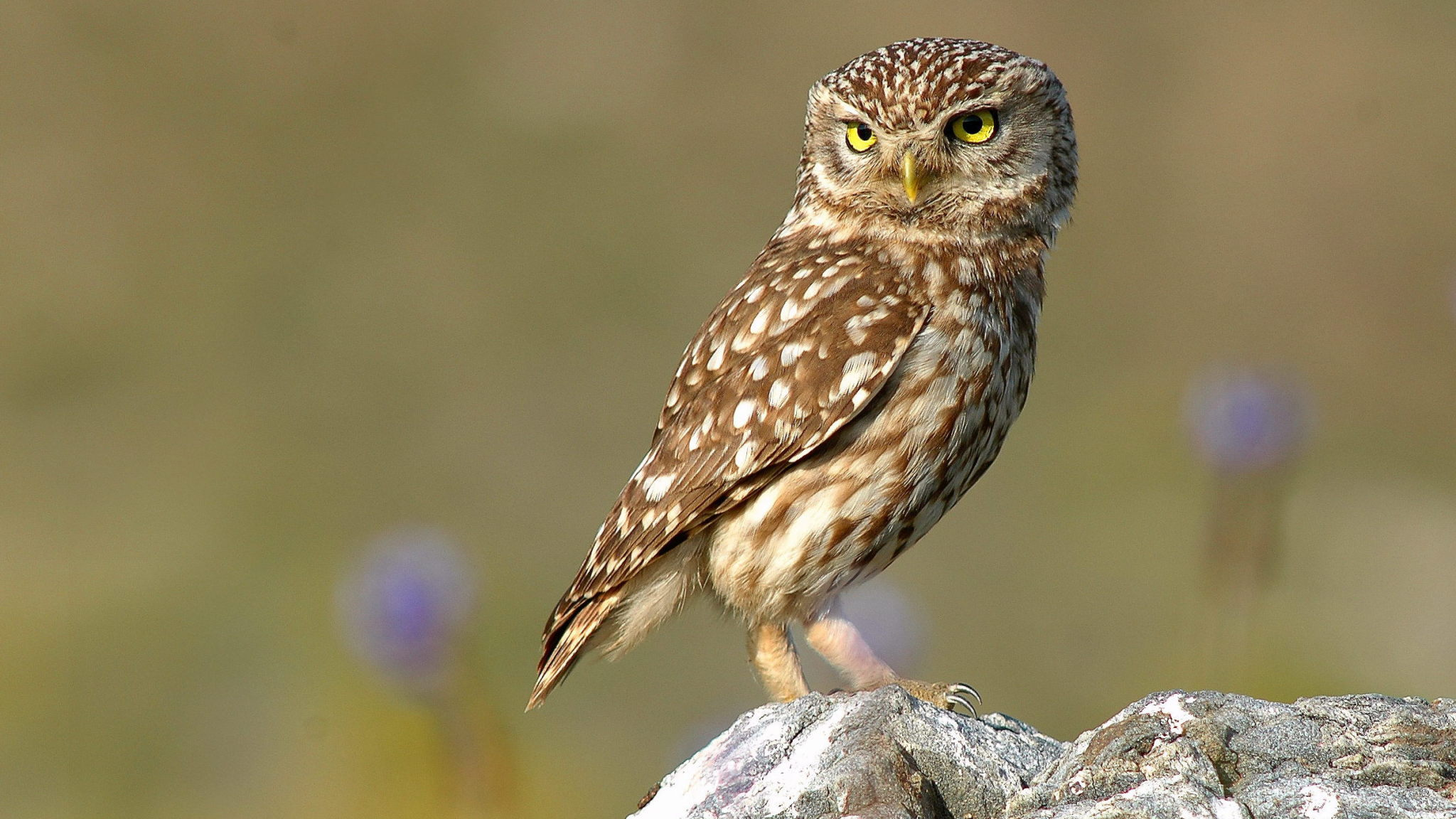
Cucuvea (Athene noctua)
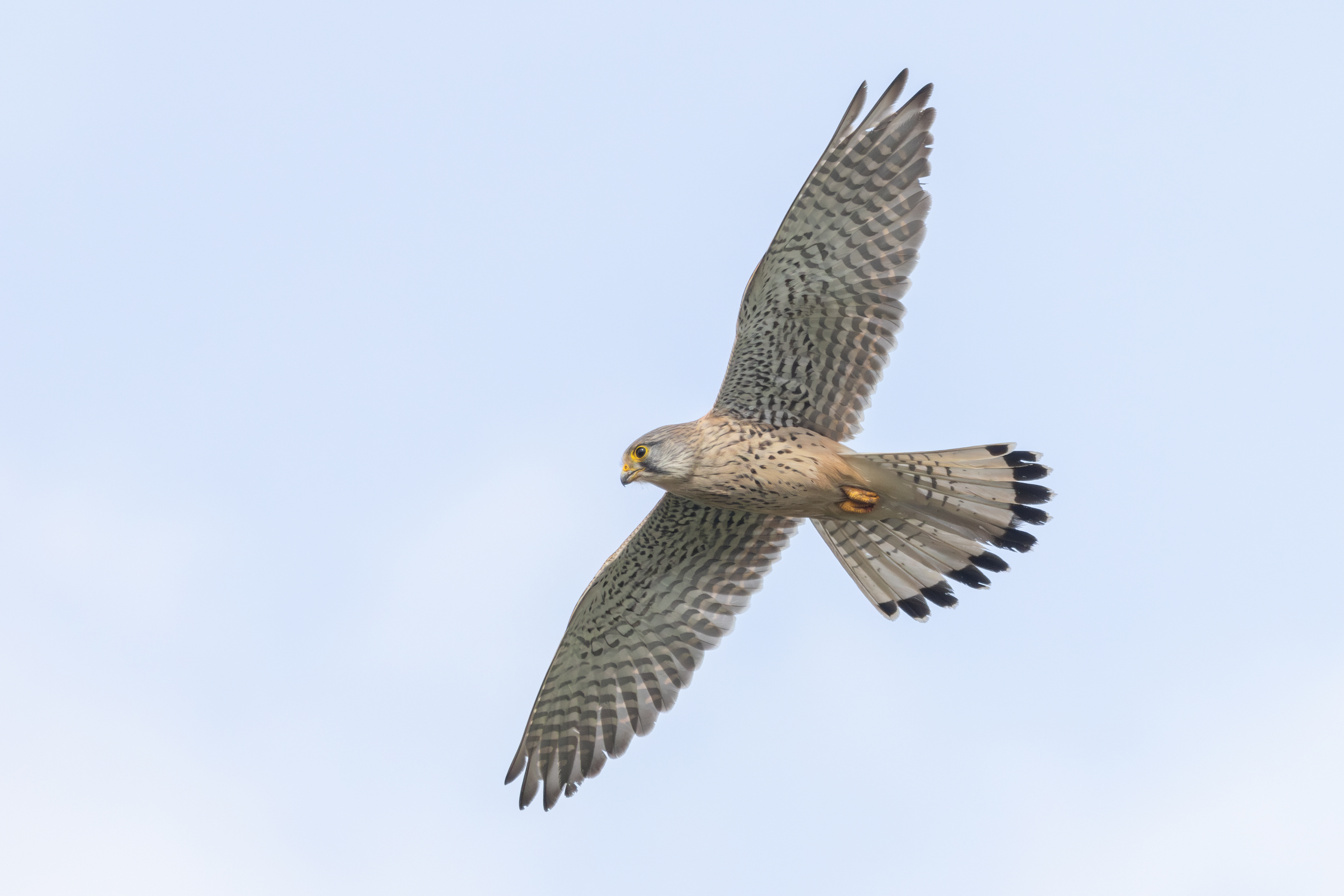
Vânturel roșu (Falco tinnunculus)
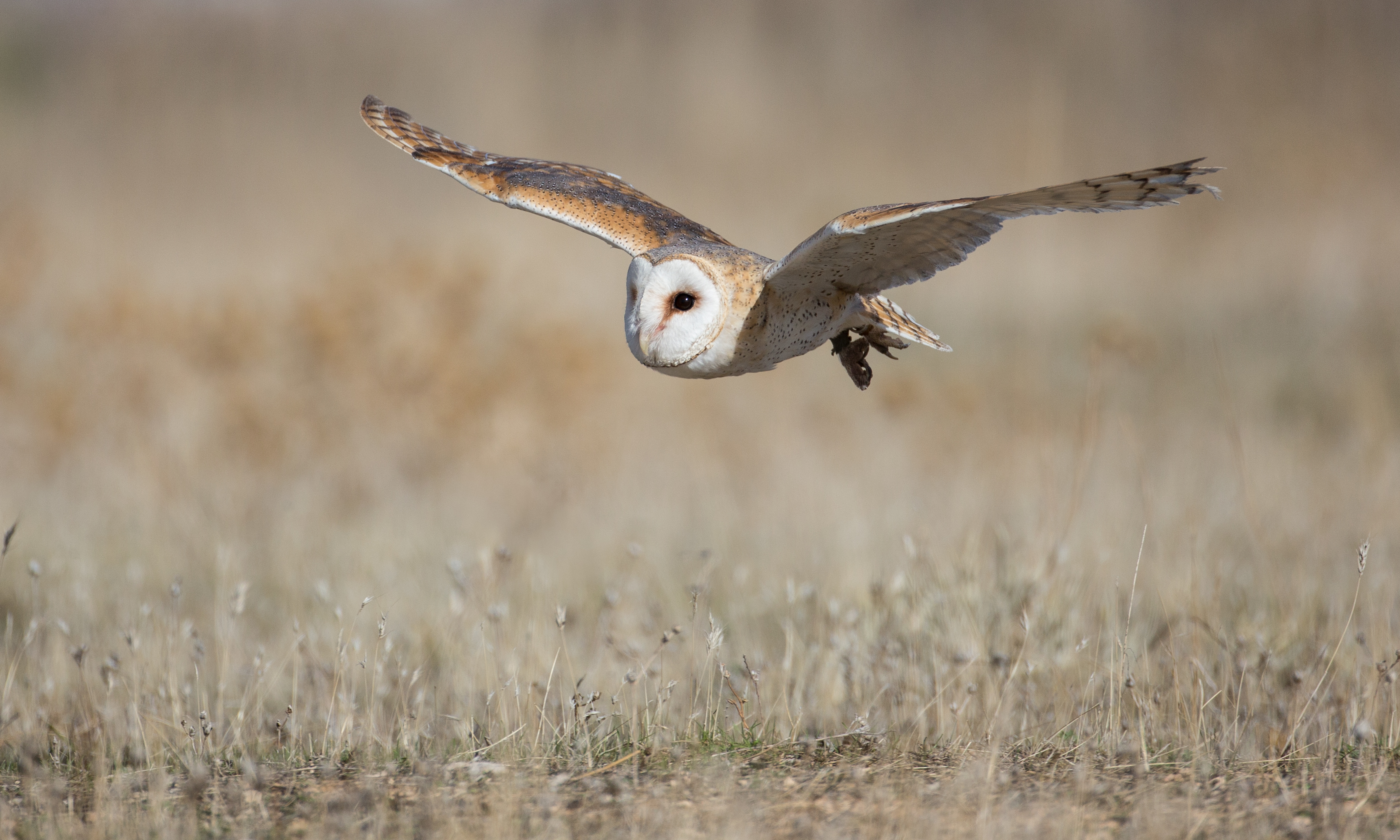
Strigă (Tyto alba)
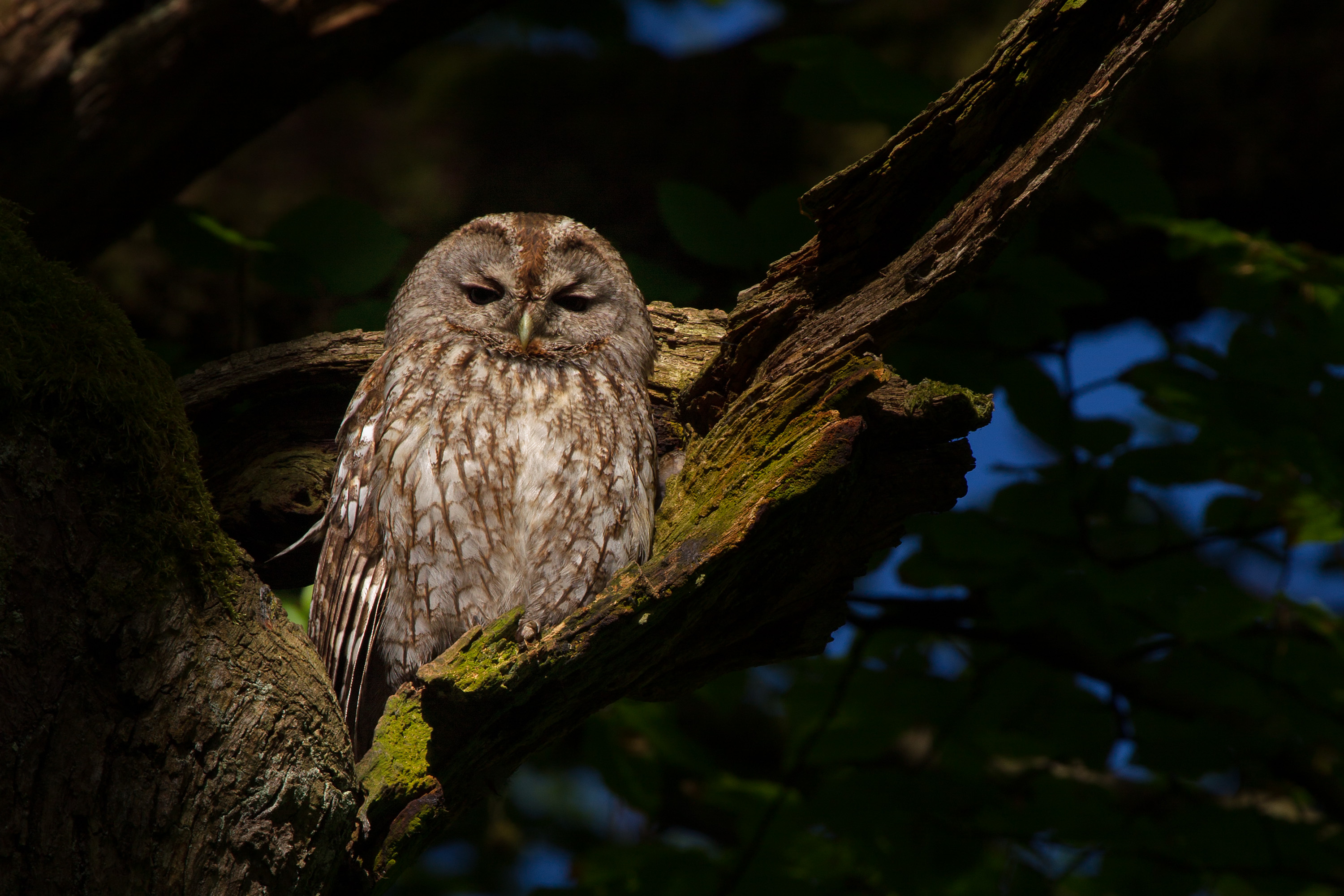
Huhurez mic (Strix aluco)
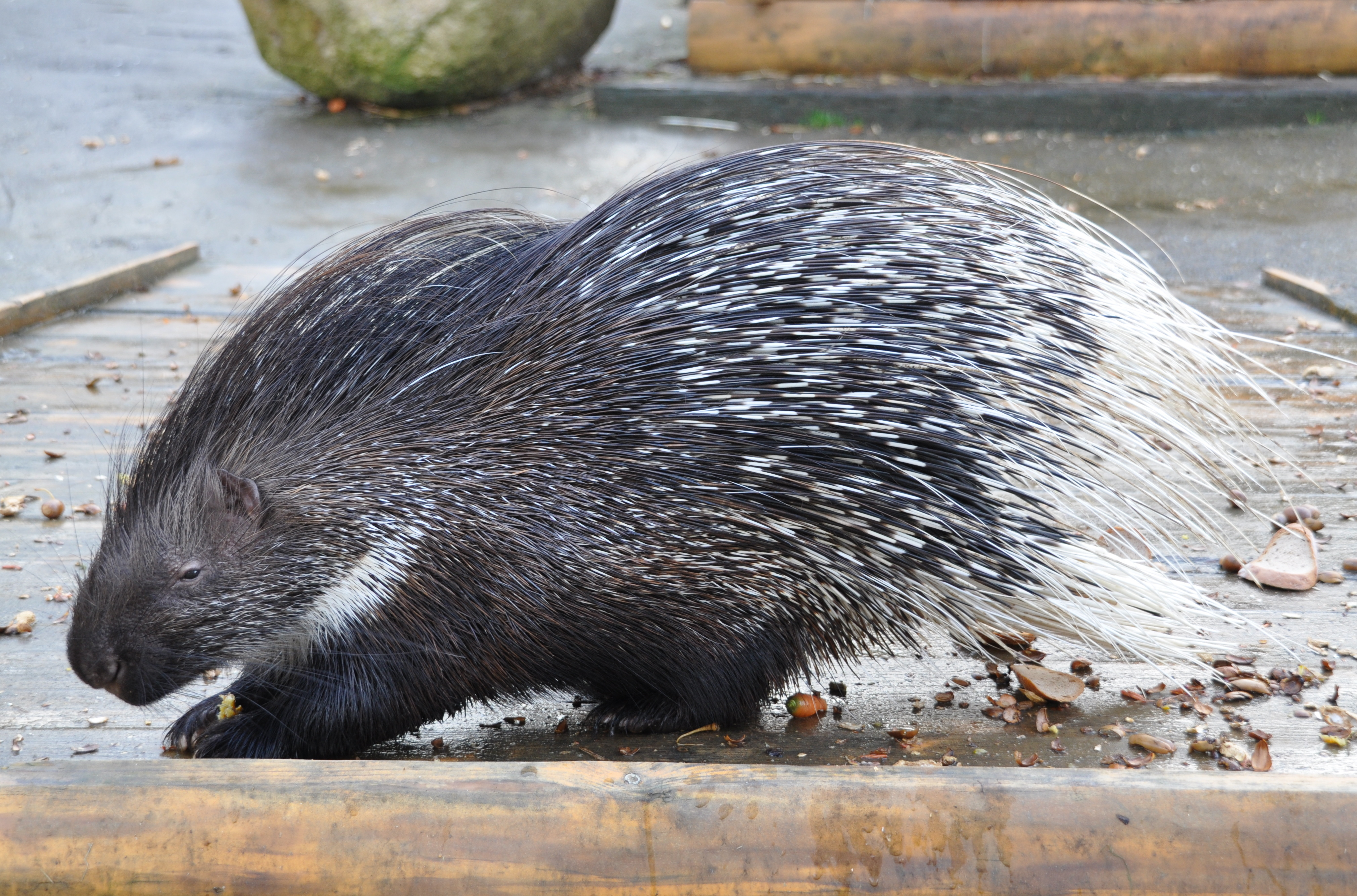
Porc spinos cu coamă
(Hystrix cristata)

Printre speciile rare și protejate se numără liliacul pitic Kuhl (Pipistrellus kuhlii), liliacul cu aripi late (Eptesicus serotinus), lăcarul mare (Acrocephalus arundinaceus ), lăcusta de câmp (Chorthippus brunneus), ciocănitoarea pestriță mică (Dryobates minor), corcodelul mare (Podiceps cristatus), codobatura galbenă (Motacilla flava), uliul păsărar (Accipiter nisus), fâsa de câmp (Anthus campestris),

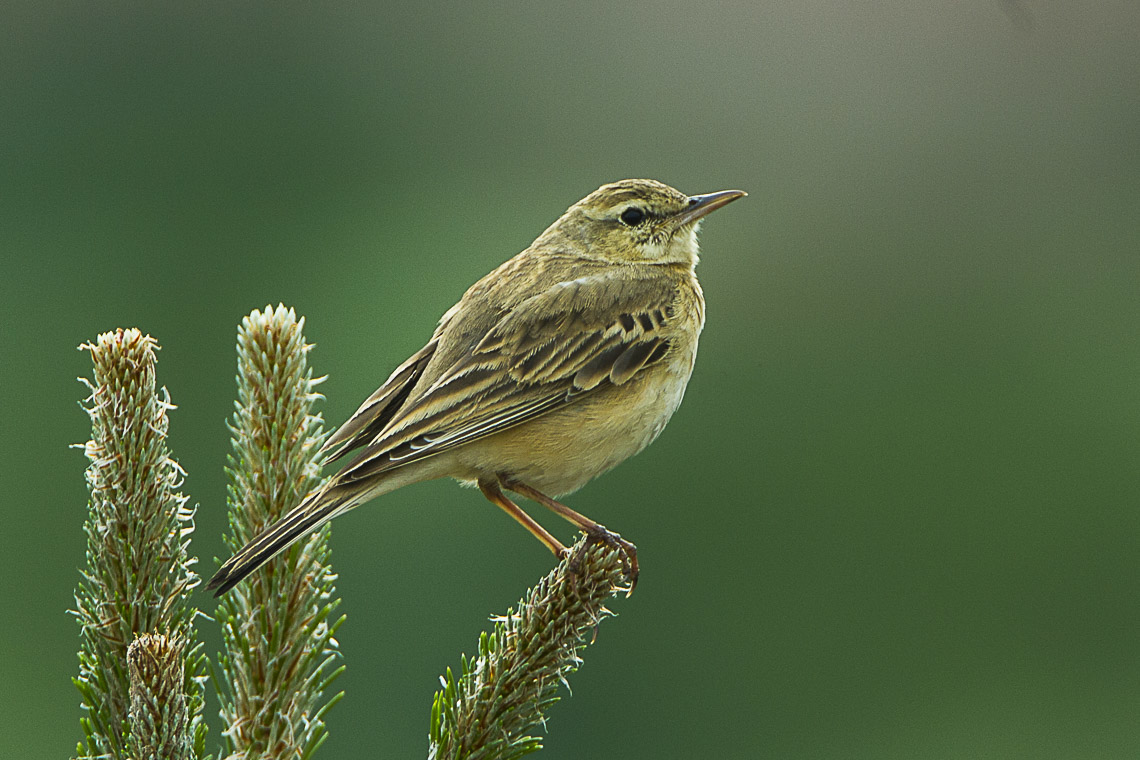
Fâsă de câmp (Anthus campestris)
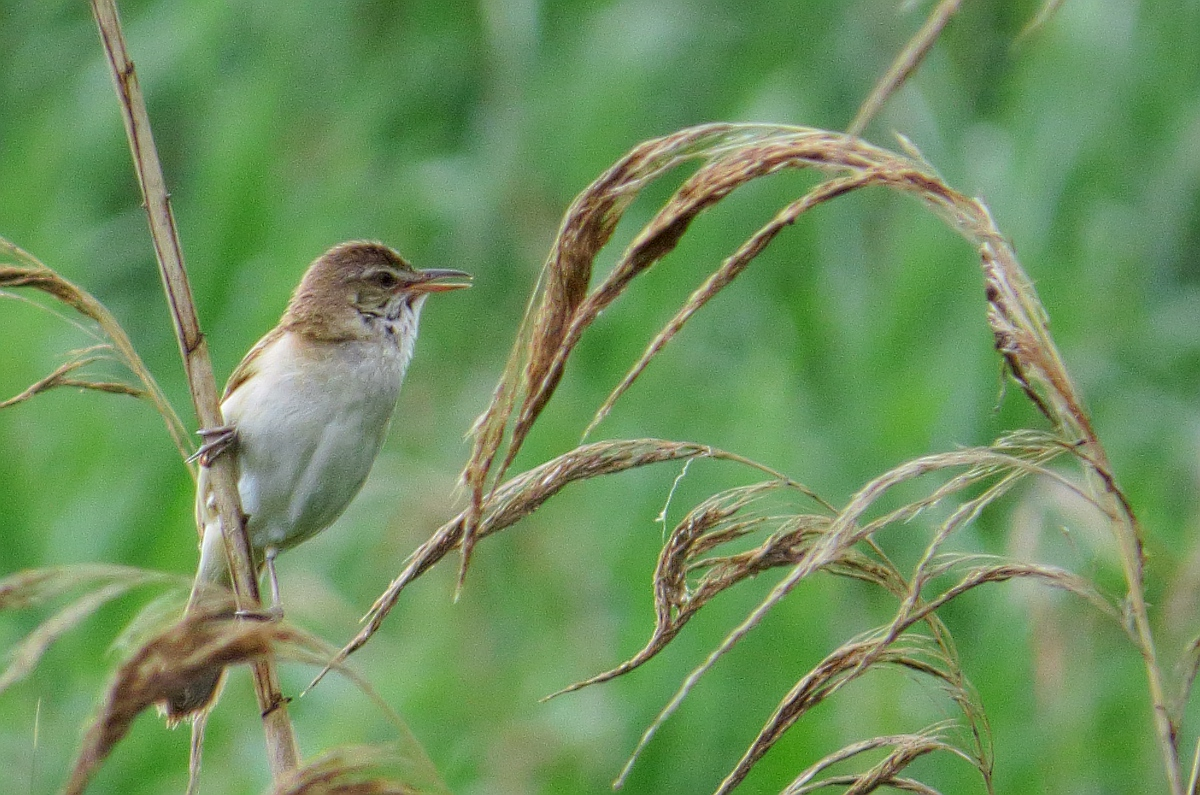
Lăcar mare (Acrocephalus arundinaceus )
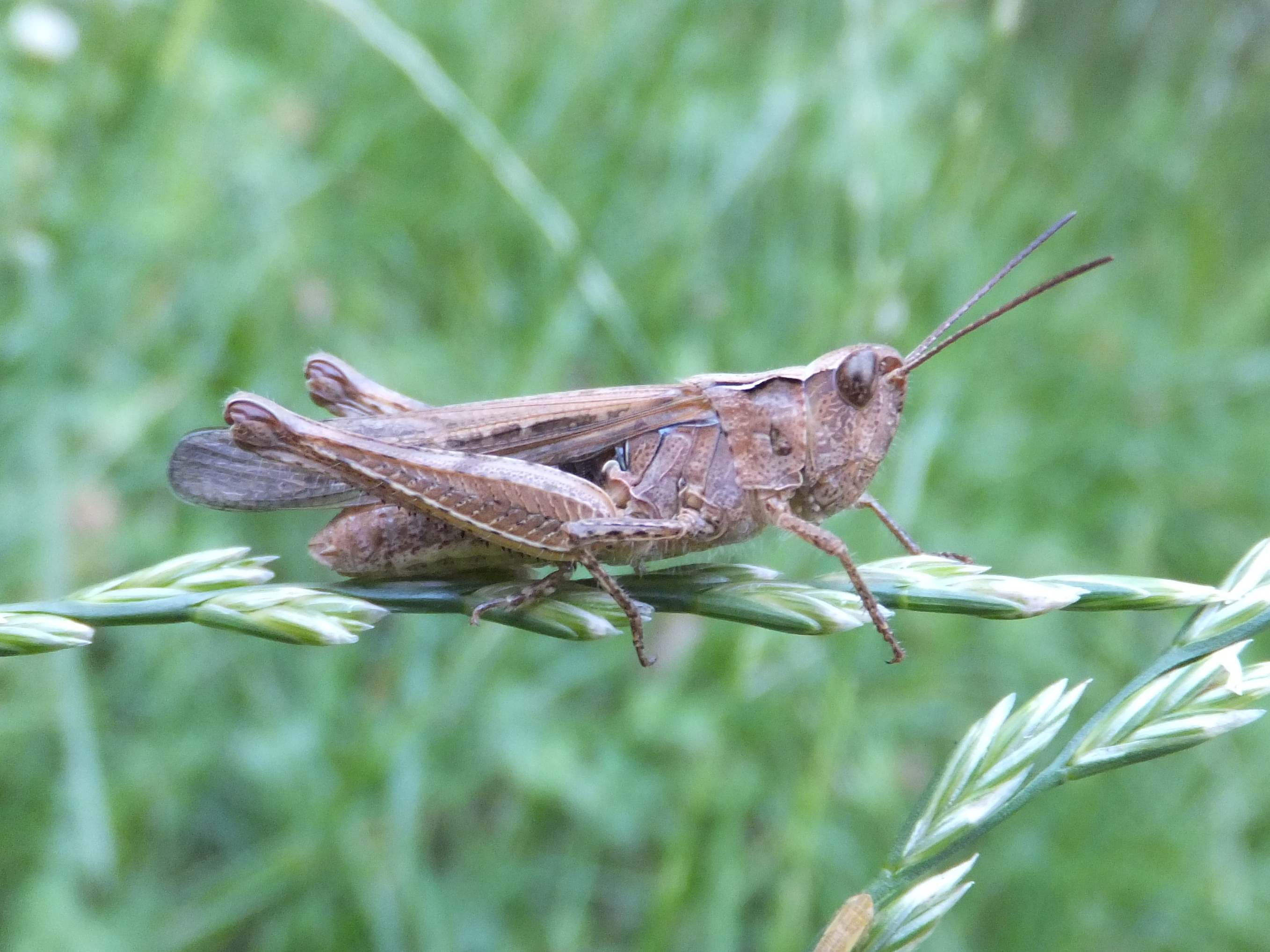
Lăcustă de câmp (Chorthippus brunneus)
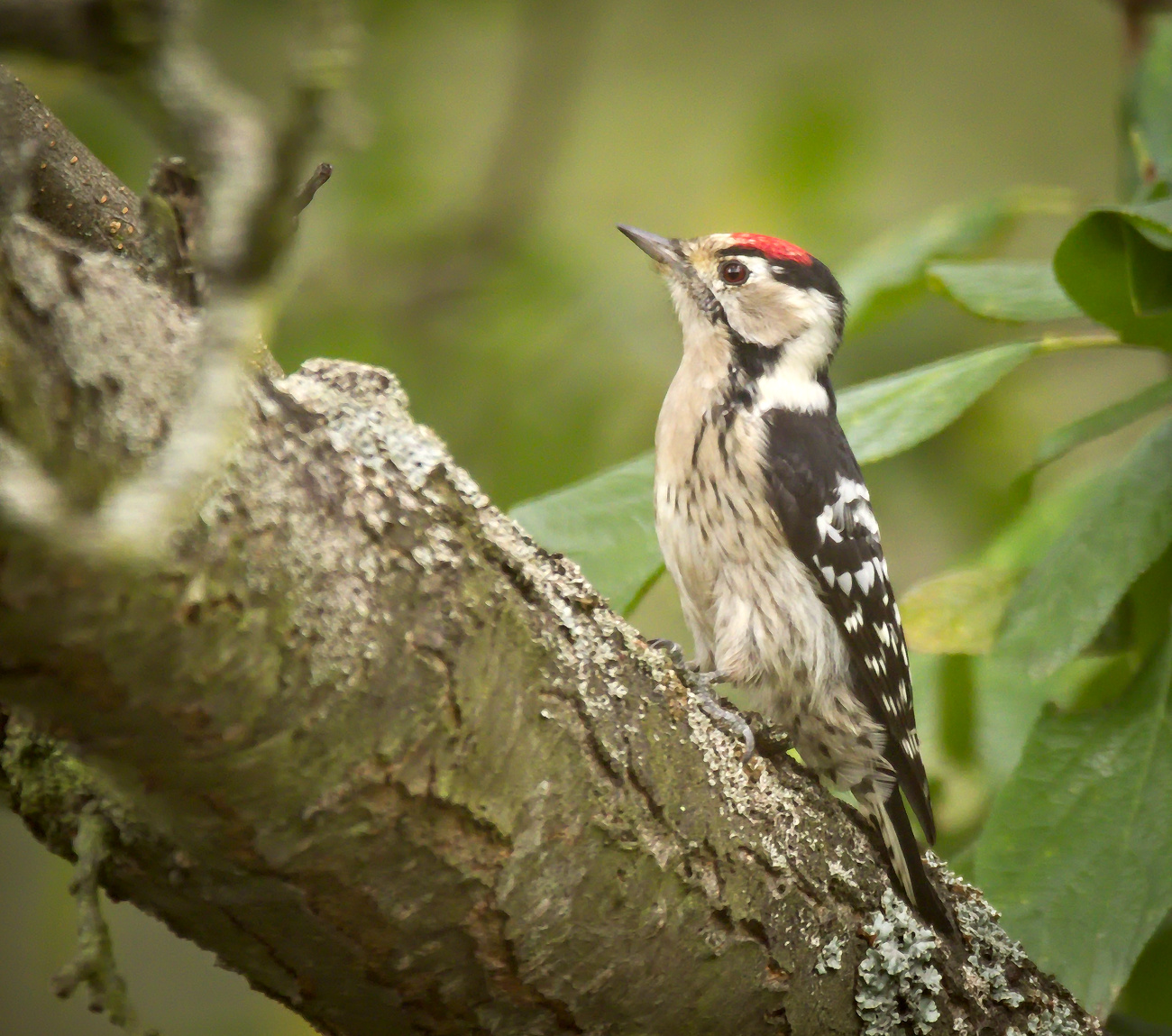
Ciocănitoare pestriță mică (Dryobates minor)
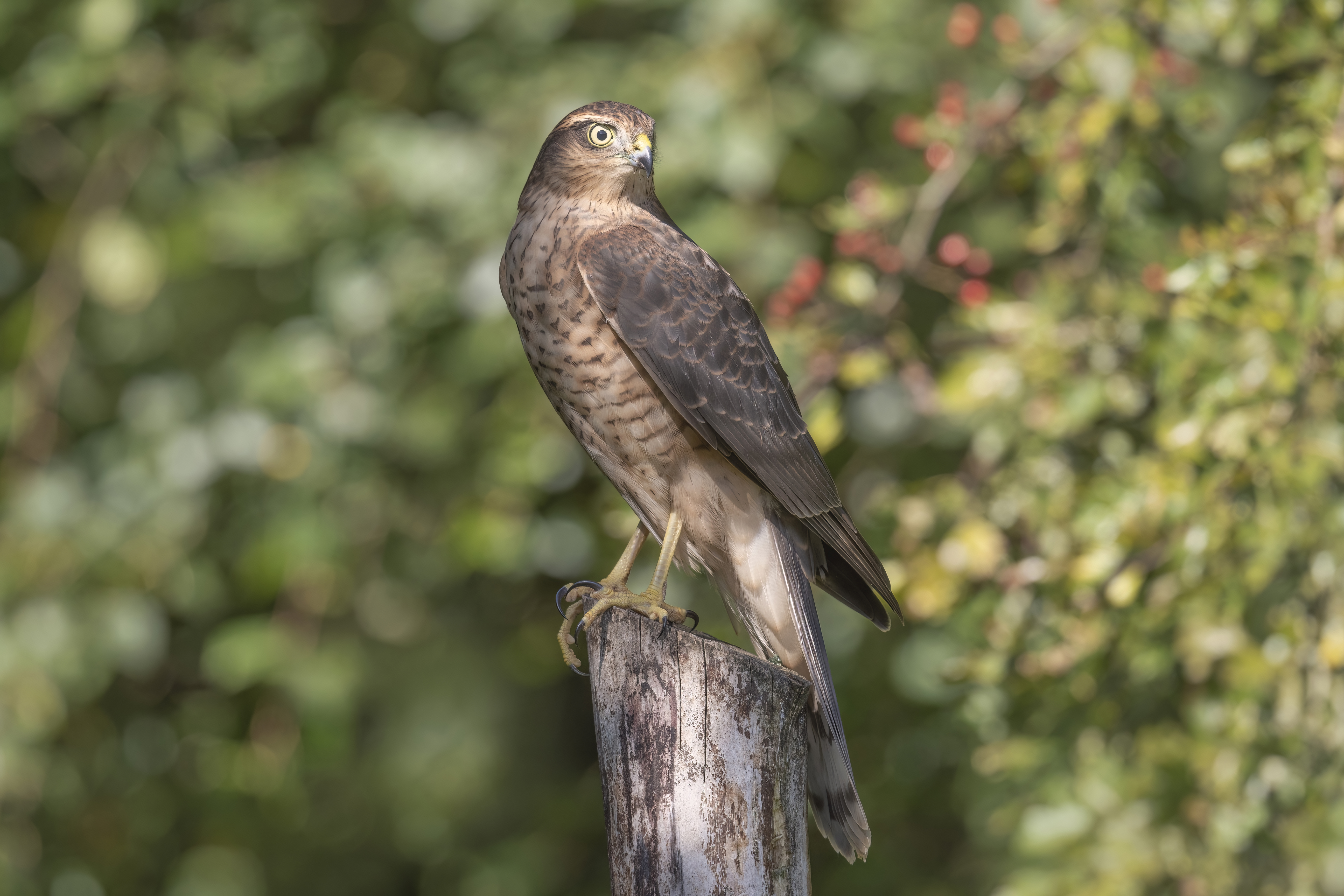
Uliu păsărar
(Accipiter nisus)

## Turism și activități în aer liber
Obiectivele turistice importante din punct de vedere istoric de pe Monte Titano sunt cele trei turnuri antice aflate pe vârful muntelui. Accesul rutier în zona de vizitare este posibil de pe autostrada dinspre Bologna, la câțiva kilometri de ieșirea Rimini Sud.
Parcul natural Montecchio este o zonă protejată de importanță națională situată în Curazia di Murata, pe versanții vestici ai Monte Titano, în valea Rio San Marino, un afluent al fluviului Marecchia. Parcul natural găzduiește căprioare, mistreți, păuni, rațe. În interiorul parcului se află două clădiri, una fiind considerată prima clădire construită în Republica San Marino, unde conform legendei s-a refugiat diaconul Marino, iar cealaltă găzduiește un mic muzeu unde sunt expuse speciile de ciuperci prezente în Apenini.
Monte Titano este o destinație ideală pentru drumeție, plimbări în natură, călărie, turism religios („Drumul Sfântului Marin”), dar și pentru alpinism (pereți verticali special echipați pentru cățărare liberă) și ciclism - există 15 trasee dedicate cicliștilor montani și iubitorilor de cicloturism. 
Pentru amatorii de drumeție, există numeroase trasee care diferă prin gradul de dificultate, unele foarte line, potrivite pentru copii. Itinerariile propuse evidențiază aspectele naturale specifice locului: reliefuri stâncoase, pajiști naturale și seminaturale, tufărișuri, păduri mici și mijlocii, pâraie, văi, elemente ale florei și faunei locale.

Cele trei turnuri de pe Monte Titano
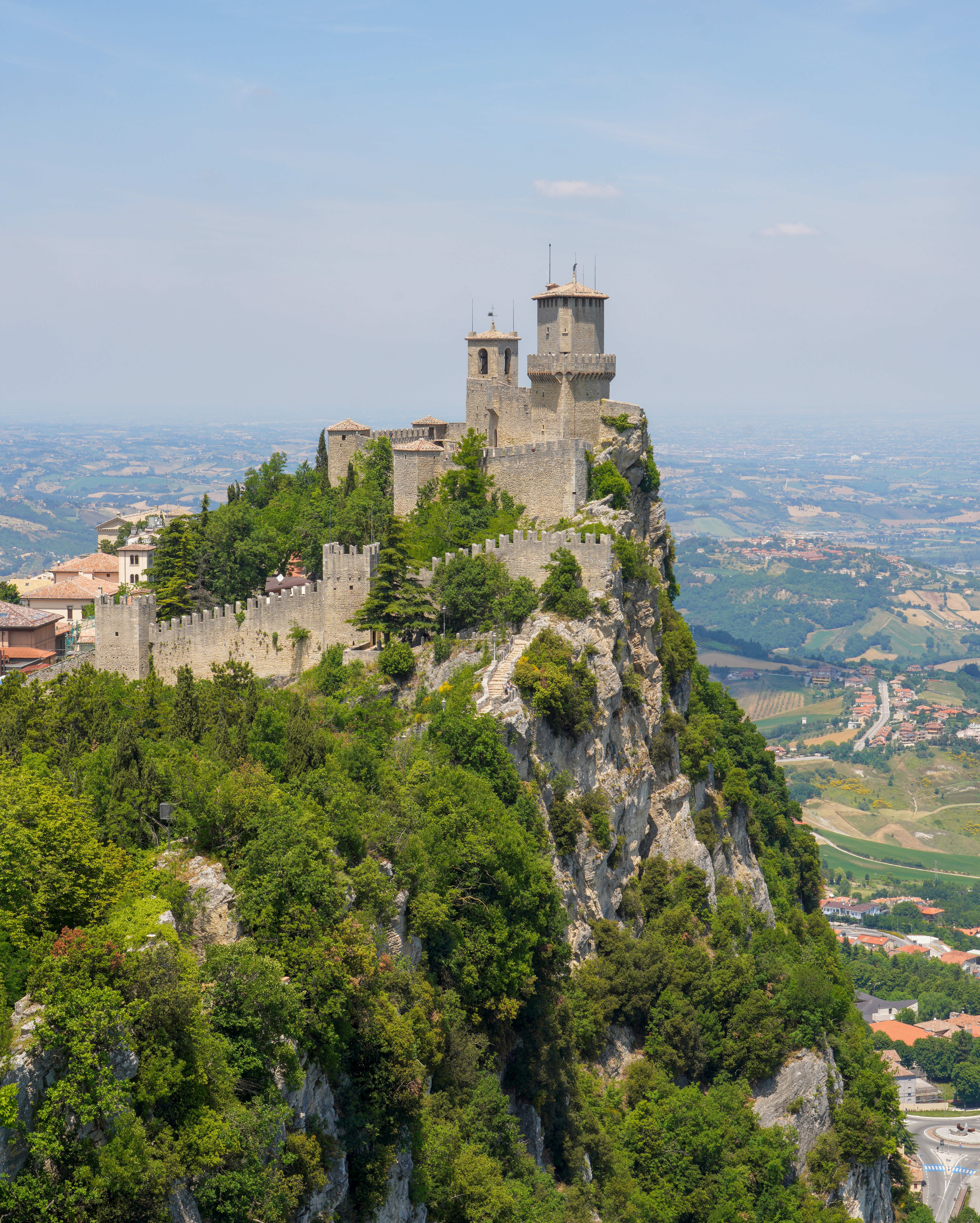
Guaita
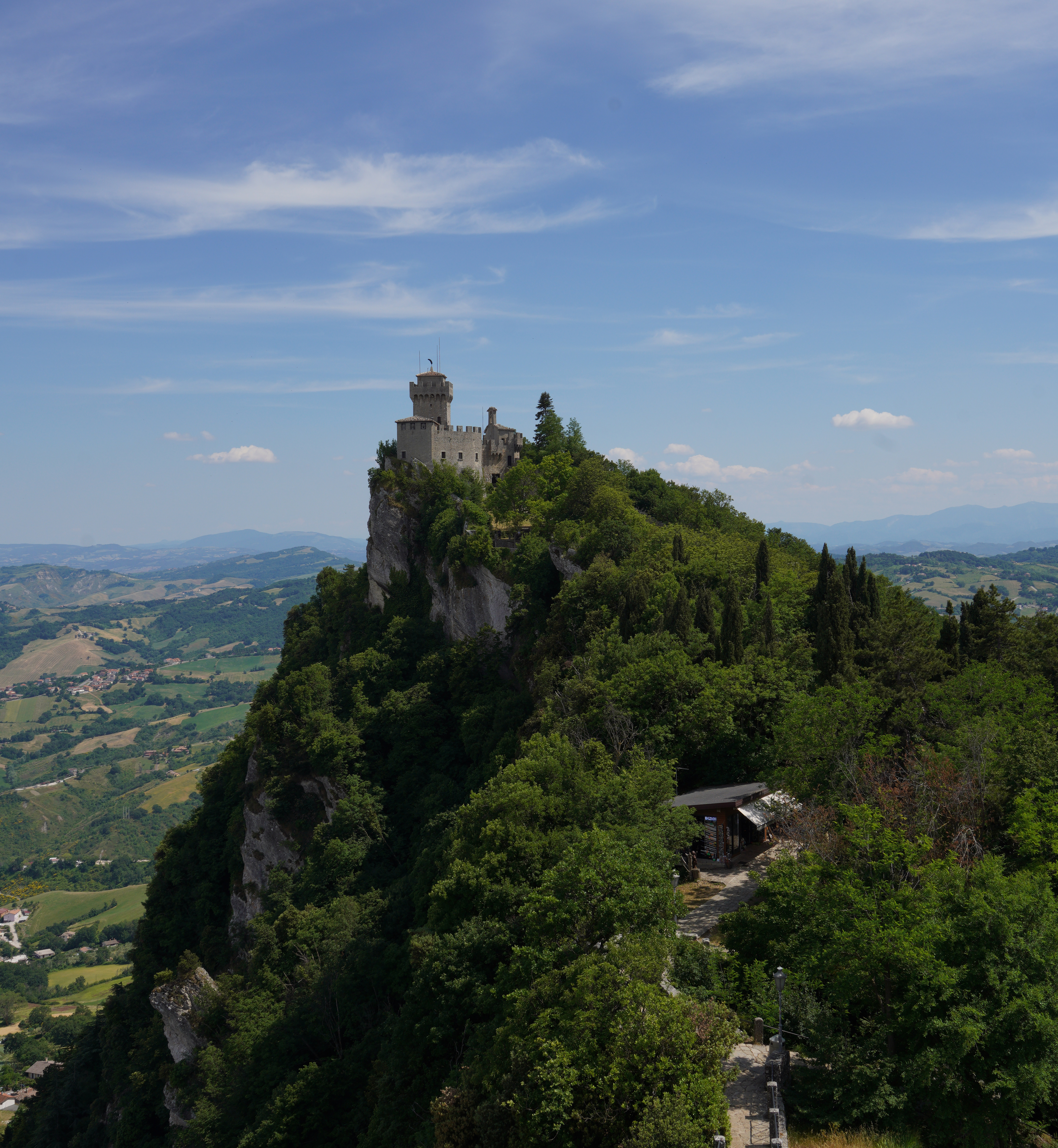
Cesta
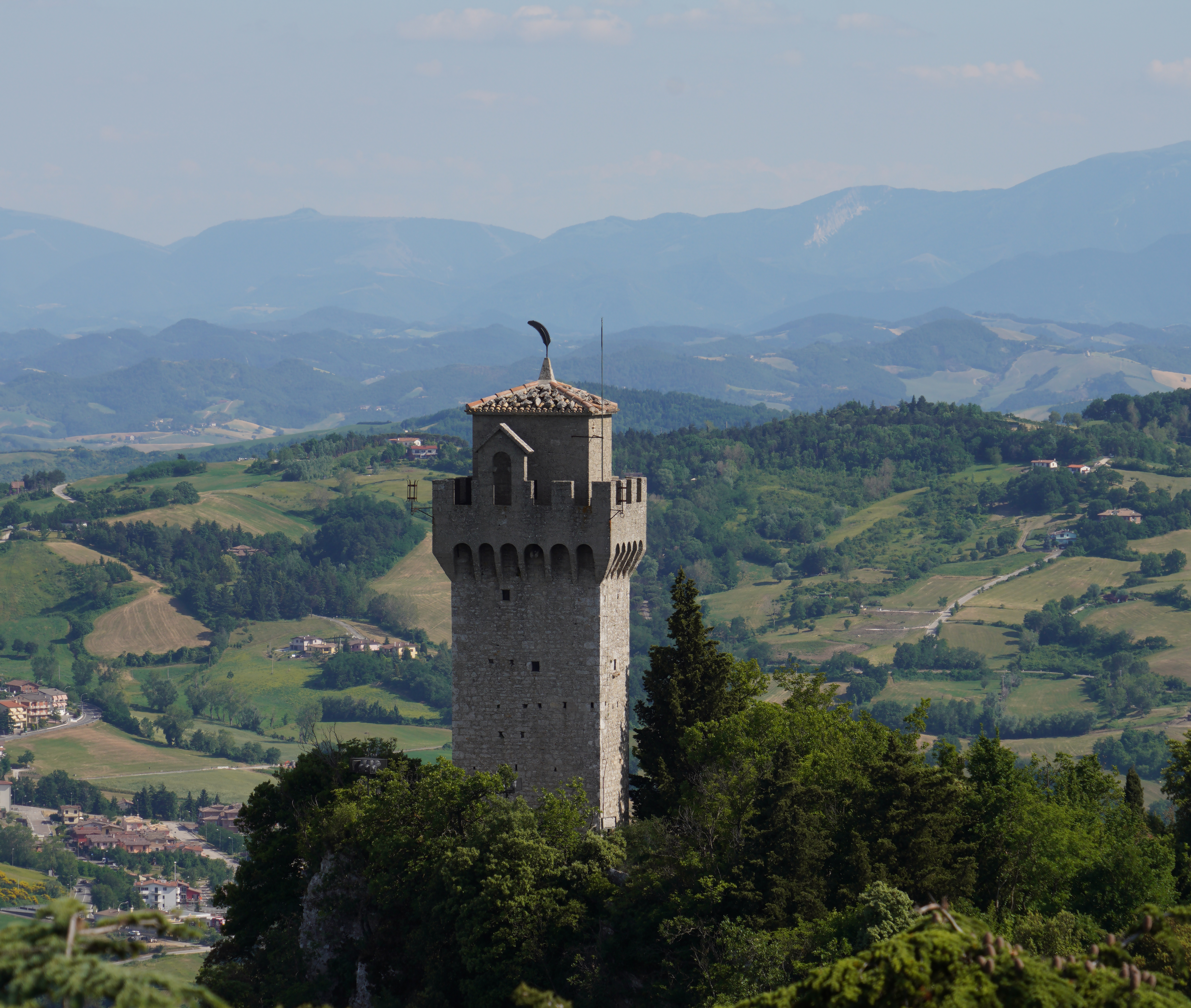
Montale